# Oabius utahensis
Oabius utahensis är en mångfotingart. Oabius utahensis ingår i släktet Oabius och familjen stenkrypare. Utöver nominatformen finns också underarten O. u. tiganus.